# Live (Arid-album)
Live is het eerste live-album van de Belgische band Arid, in 2003 uitgebracht door Lipstick Notes.

## Lijst van nummers
1. "All I Did (Was Get Close to You)" - 4:03
2. "Marooned" - 4:08
3. "You Are" - 3:59
4. "Too Late Tonight" - 4:55
5. "Silent Reproach" - 4:30
6. "Me and My Melody" - 4:55
7. "Little Things of Venom" - 5:28
8. "Body of You" - 3:44
9. "I Wonder How Come" - 4:13
10. "Dearly Departed" - 6:33
11. "World Weary Eyes" - 3:20
12. "At the Close of Every Day" - 4:14
13. "Everlasting Change" - 3:15
14. "Elegy" - 3:07